# Chiesa di San Lorenzo (Bellinzona)
La chiesa cimiteriale di San Lorenzo è un edificio religioso che si trova a Cassero, frazione di Bellinzona, in Canton Ticino. 

## Storia
L'edificio risale all'XI secolo, anche se nel corso dei secoli venne più volte rimaneggiato.

## Descrizione
L'attuale chiesa si presenta in stile barocco, con pianta ad unica navata che si conclude in un coro di forma rettangolare. 